# Municipio de Grant (condado de Kearney)
El municipio de Grant (en inglés: Grant Township) es un municipio ubicado en el condado de Kearney en el estado estadounidense de Nebraska. En el año 2010 tenía una población de 68 habitantes y una densidad poblacional de 0,73 personas por km².

## Geografía
El municipio de Grant se encuentra ubicado en las coordenadas 40°23′38″N 98°46′51″O / 40.39389, -98.78083. Según la Oficina del Censo de los Estados Unidos, el municipio tiene una superficie total de 93.09 km², de la cual 93,09 km² corresponden a tierra firme y (0 %) 0 km² es agua.

## Demografía
Según el censo de 2010, había 68 personas residiendo en el municipio de Grant. La densidad de población era de 0,73 hab./km². De los 68 habitantes, el municipio de Grant estaba compuesto por el 100 % blancos. Del total de la población el 0 % eran hispanos o latinos de cualquier raza.